# 트윈스 (음악 그룹)
트윈스(Twins)는 2001년에 데뷔한 홍콩의 여성 2인조 아이돌 그룹이다. 뛰어난 가창력을 보유하지 않았으나 쌍둥이처럼 귀엽고 비슷한 이미지로 홍콩의 국민 여동생이라 불리며 홍콩을 비롯한 중화권 팬들을 사로잡았다. 또한 비슷한 시기에 홍콩과 타이완에 등장한 유사 아이돌 그룹의 수명이 대체적으로 짧았던 반면, 트윈스는 10년동안 그룹 및 솔로로 활약하며 홍콩 팝 역사상 가장 인기 있는 듀오로 손꼽힌다. 2003년과 2004년 사이에 트윈스 영어동요도 발매되었으며, 영어동요 시리즈가 인기가 가장 많다.

## 멤버
차이줘옌(채탁연)
- 본명: 蔡卓妍(Choi Cheuk-Yin, Charlene)
- 생년월일: 1982년 11월 22일(42세)
- 활동시 이름: 아사(阿Sa), Sa
- 출생지:  캐나다

중신퉁(종흔동)
- 본명: 鍾欣潼(Chung Yan-Tong, Gillian)
- 생년월일: 1981년 1월 21일(44세)
- 활동시 이름: 아교(阿嬌), Gil
- 출생지:  홍콩

## 음반 목록

### 정규 음반
- 아문적기념책(我們的紀念冊)(Album, 광동어)(2002년)  홍콩 2002년 5월 30일
 홍콩 2025년 5월 1일
 대한민국 2025년 5월 1일
 오스트레일리아 2025년 5월 1일
 중국 2025년 5월 1일
 미국 2025년 5월 1일
 대만 2025년 5월 1일
 홍콩 2025년 5월 2일
 대한민국 2025년 5월 2일
 오스트레일리아 2025년 5월 2일
 중국 2025년 5월 2일
 미국 2025년 5월 2일
 대만 2025년 5월 2일
 말레이시아 2025년 5월 2일
- Amazing(Album, 국어/광동어)(2002년)
- Touch Of Love(Album, 광동어)(2003년)
- Evolution(Album, 광동어)(2003년)
- Magic(Album, 국어/광동어)(2004년)
- Girl Power(Album, 국어/광동어)(2004년)
- 견습애신(見習愛神)(Album, 국어)(2005년) - 대만 데뷔 음반
- Samba(Album, 국어/광동어)(2005년)
- 일시무량(一時無兩)(Album, 광동어)(2005년)
- 팔십괴환유세계(八十塊環遊世界)(Album, 국어)(2006년)
- Ho Hoo Tan(Album, 광동어)(2006년)
- 동화연어(桐話妍語)(Album, 국어)(2008년)
- 3650(Album, 국어)(2011년)
- 2 Be Free(Albim, 광동어)(2012년)

### 비정규 음반
- Twins(EP, 광동어)(2001년) - 홍콩 데뷔 미니앨범
- 애정당입준(愛情當入樽)(EP, 광동어)(2001년)
- 쌍생아(雙生兒)(EP, 광동어)(2002년)
- Happy Together(Best, 광동어)(2002년)
- Such A Better Day(New+Best, 광동어)(2004년)
- 아문상애6년(我們相愛6年)(New+Best, 국어/광동어)(2007년)
- Twins Party(EP, 광동어)(2007년)
- 인인탄기(人人彈起)(New+Best, 국어/광동어)(2010년)

## 콘서트 투어
- Ichiban흥분(興奮)
- 령4호완(零四好玩)
- 성광유낙원(星光遊樂園)
- 일시무량(一時無兩)
- 환유세계(環遊世界)
- 아문상애6년(我們相愛6年)
- 인인탄기(人人彈起)
- 3650

## 같이 보기
- 중신퉁
- 차이줘옌
- 광둥어 대중음악